# Emil Paur
Emil Paur (29. srpna 1855 Černivci, tehdy Czernowitz – 7. června 1932 Frýdek-Místek) byl rakouský operní a symfonický dirigent a skladatel.

## Život
Základy hudebního vzdělání získal u svého otce Franze Paura a v osmi letech hrál na klavír a housle. Od roku 1866 studoval na vídeňské konzervatoři hru na klavír u Julia Epsteina, hru na housle u Josepha Hellmesbergera ml., hudební teorii u Antona Brucknera a skladbu u Felixe Otto Dessoffa. Od roku 1870 působil jako houslista v orchestru vídeňské Hofoper.
Po absolvování školy se stal roku 1876 šéfdirigentem dvorního divadla (Hoftheater) v Kasselu a další angažmá dostal ve východopruském Královci. V tamním městském divadle (Stadttheater) dirigoval 26. října 1879 německou premiéru Bizetovy opery Carmen v režii Maxe Staegemanna, toto představení slavilo velký úspěch.
Od roku 1880 působil v Mannheimu jako 1. dvorní kapelník, odkud odešel v roce 1891 do lipského Nového divadla (Neues Theater), kde vystřídal v pozici šéfdirigenta Arthura Nikische. V roce 1893 se stal šéfdirigentem Bostonského symfonického orchestru, opět po Antonu Nikischovi. Jako dirigent prosazoval hudbu Johannesa Brahmse a Richarda Strausse. Paur z Bostonu pro nespokojenost odešel po pěti sezónách do Newyorské filharmonie, kde působil mezi lety 1898–1902 jako nástupce Antona Seidla. Každou sezónu orchestr pod jeho vedením uvedl jednu ze čtyřech Brahmsových symfonií a zařazoval i Straussova díla. (Strauss byl v sezóně 1903/04 hostujícím dirigentem orchestru.) Paurovo působení u NYPO ovšem nebylo příliš úspěšné. V roce 1899 vystřídal Antonína Dvořáka ve funkci ředitele Národní hudební konzervatoře v New Yorku, i tuto funkci složil v roce 1902. Během sezóny 1899/1900 dirigoval také v Metropolitní opeře. V letech 1901/02 absolvoval turné po USA s vlastním Paur Symphony Orchestra.
V letech 1900 a 1902 hostoval v londýnské Covent Garden, v roce 1903 byl na hostování v Madridu a Berlíně, odkud se vrátil zpět do USA, aby mezi lety 1904–1910 vedl Pittsburský symfonický orchestr, kde vystřídal ve funkci Victora Herberta. I toto jeho působení nebylo příliš šťastné a v roce 1910 se orchestr rozpadl. (V roce 1926 byl opět obnoven.)
V roce 1910 se vrátil do Německa, kde působil od roku září 1912 jako šéfdirigent Královské opery v Berlíně, odkud odešel dirigent Karl Muck k bostonským symfonikům. Emil Paur zemřel 7. června 1932 ve Frýdku-Místku.
Kromě klavírního a houslového koncertu a komorních skladeb složil například symfonii A dur In der Natur (V přírodě).
Základy hudebního vzdělání poskytl v Místku například budoucímu úspěšnému dirigentovi Leopoldu Ludwigovi.
Je po něm pojmenovaná ulice Emil-Paur-Straße v hornobavorském Laufenu.